# Balaka
Balaka ist eine Stadt im Süden von Malawi. Sie liegt 600 Meter über dem Meeresspiegel und ist ein rasch wachsendes Wirtschaftszentrum mit 36.308 Einwohnern (Stand 2018). Balaka ist Hauptstadt des gleichnamigen Distriktes, der eine Fläche von 2193 km² und 253.098 Einwohner aufweist. Balaka liegt verkehrsgünstig an den asphaltierten Straßen Blantyre-Zomba-Dedza-Lilongwe und Zomba-Chipoka-Salima sowie an der Eisenbahnstrecke Blantyre-Chipoka-Lilongwe. 12 Kilometer südlich befindet sich der Abzweig Nkaya zum mosambikanischen Hafen Nacala. Die Züge dafür werden auf dem Rangier- und Güterbahnhof bei Balaka zusammengestellt und teilweise auch ent- und beladen.
Der Balaka-Distrikt besteht aus 82 Dörfern, die fünf Ballungsräume bilden. Einer davon ist die Stadt Balaka. Sie ist von traditionellen Häusern geprägt.
Balaka hat eine 1000 m lange Flugpiste, Grund- und Sekundarschulen und ein Krankenhaus, die zumeist nach dem Jahr 2000 entstanden.